# Visoki jarmen
Visoki jarmen (osovni jarmen, armanj, lat. Cota altissima, sin. Anthemis altissima), jednogodišnja biljka iz porodice glavočika, nekada uključivana u rod jarmen (Anthemis). vrsta je raširena po Euroaziji, uključujući i Hrvatsku.

## Sinonimi
- Anacyclus altissimus (L.) G. Sampaio
- Anthemis altissima L.
- Anthemis altissima var. discoidea M. Iranshahr
- Anthemis arvensis Pall. ex Bieb.
- Anthemis cota L.
- Anthemis reflexa Moench
- Chamaemelum altissimum (L.) E. H. L. Krause
- Chamaemelum cota (L.) All.
- Chamaemelum cota (L.) C. A. Mey.
- Pyrethrum cota (L.) Eichw.